# QuickOffice

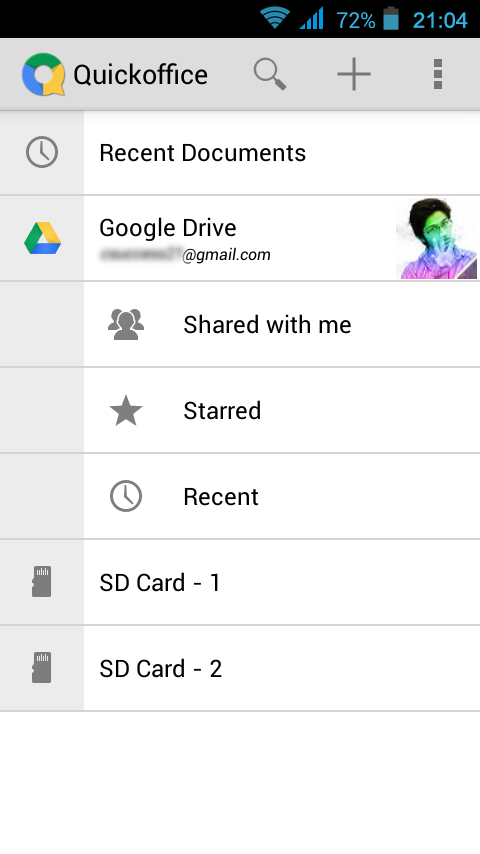
Imagem ilustrativa

Quickoffice é um conjunto de aplicativos para escritório de código fechado para dispositivos móveis que permite aos usuários visualizar, criar e editar arquivos de texto, apresentações de slides e planilhas. Trata-se de QuickWord (um processador de texto), QuickSheet (uma planilha) e QuickPoint (um programa de apresentação de slides). Os programas são compatíveis com o formato de arquivo do Microsoft Office, mas não o padrão OpenDocument. Em 5 de junho de 2012, o Google anunciou em seu blog oficial que tinha adquirido o Quickoffice e o relançou como um aplicativo gratuito em 19 de setembro de 2013.  